# ماریا زاخارووا
ماریا ولادیمیراونا زاخارووا (روسی: Мария Владимировна Захарова) (زاده ۲۴ دسامبر ۱۹۷۵، مسکو) سخنگوی وزرات امور خارجه روسیه است. وی روزنامه‌نگاری را نیز تجریه کرده و جانشین الکساندر لوکاشیفتش است و پدر و مادرش نیز دو دیپلمات روسیه در پکن بوده‌اند. وی اولین زن روسی است که منصب سخنگویی وزرات امور خارجه را عهده‌دار می‌شود. زاخارووا دانش‌آموخته پژوهشکده دولتی ارتباطات بین‌المللی مسکو است.

## سنین جوانی و تحصیل
زاخارووا در ۲۴ دسامبر ۱۹۷۵ در خانواده ای دیپلمات به دنیا آمد. پدرش ولادیمیر زاخاروف در سال ۱۹۸۱ هنگامی که به عنوان سفیر شوروی در چین منصوب شد خانواده خود را به پکن منتقل کرد. خانواده وی در سال ۱۹۹۳ دو سال پس از فروپاشی اتحاد جماهیر شوروی از پکن به مسکو نقل مکان کردند. مادرش ایرینا زاخارووا یک مورخ هنر است که در موزه پوشکین مسکو کار کرده‌است. در سال ۱۹۹۸ ماریا زاخارووا از دانشکده روزنامه‌نگاری بین‌المللی در مؤسسه روابط بین‌الملل دولتی مسکو در زمینه شرق‌شناسی و روزنامه‌نگاری فارغ‌التحصیل شد. دوره پیش از دیپلم او در سفارت روسیه در پکن انجام شد.

## آغاز کار
زاخارووا از سال ۲۰۰۳ تا ۲۰۰۵ و از سال ۲۰۰۸ تا ۲۰۱۱ در بخش اطلاعات و مطبوعات وزارت امور خارجه فدراسیون روسیه کار کرد. همچنین از سال ۲۰۰۵ تا ۲۰۰۸ دبیر مطبوعاتی نمایندگی دائم فدراسیون روسیه در سازمان ملل در شهر نیویورک بود. وی از سال ۲۰۱۱ تا ۱۰ اوت ۲۰۱۵ معاون رئیس بخش اطلاع‌رسانی و مطبوعات وزارت امور خارجه فدراسیون روسیه بود. سازماندهی و انجام جلسات توجیهی سخنگوی وزارت امور خارجه، سازماندهی کار حساب‌های رسمی وزارتخانه در شبکه‌های اجتماعی و پشتیبانی اطلاع‌رسانی از سفرهای خارجی وزیر امور خارجه از جمله وظایف وی بود.
معاون مطبوعاتی وزارت امور خارجه
در ۱۰ اوت ۲۰۱۵ به دستور وزارت امور خارجه، زاخارووا به عنوان مدیر بخش اطلاع‌رسانی و مطبوعات منصوب شد. زاخارووا اولین زنی بود که این پست را بر عهده گرفت.

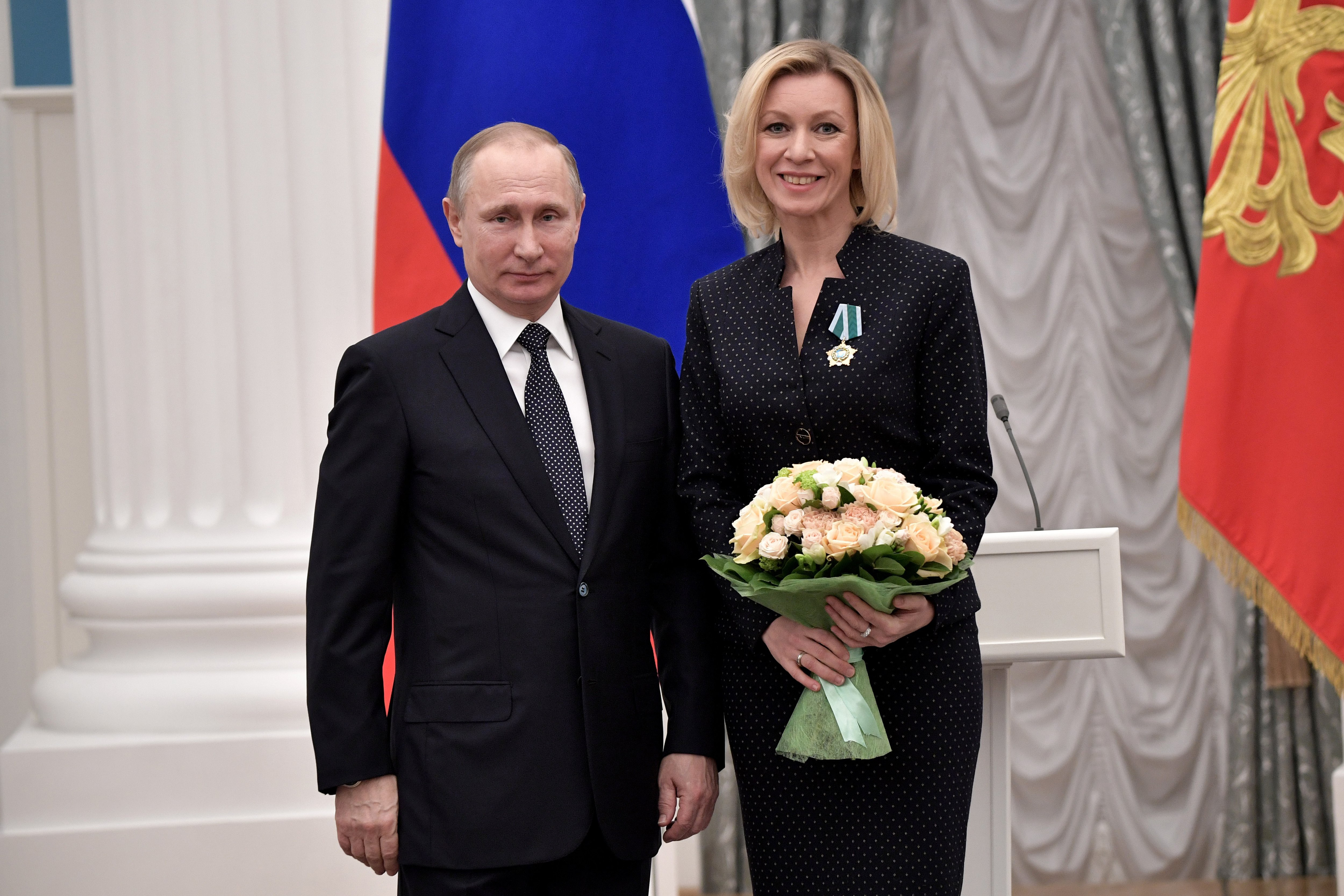
زاخارووا با ولادیمیر پوتین در سال ۲۰۱۷، مراسم نشان دوستی

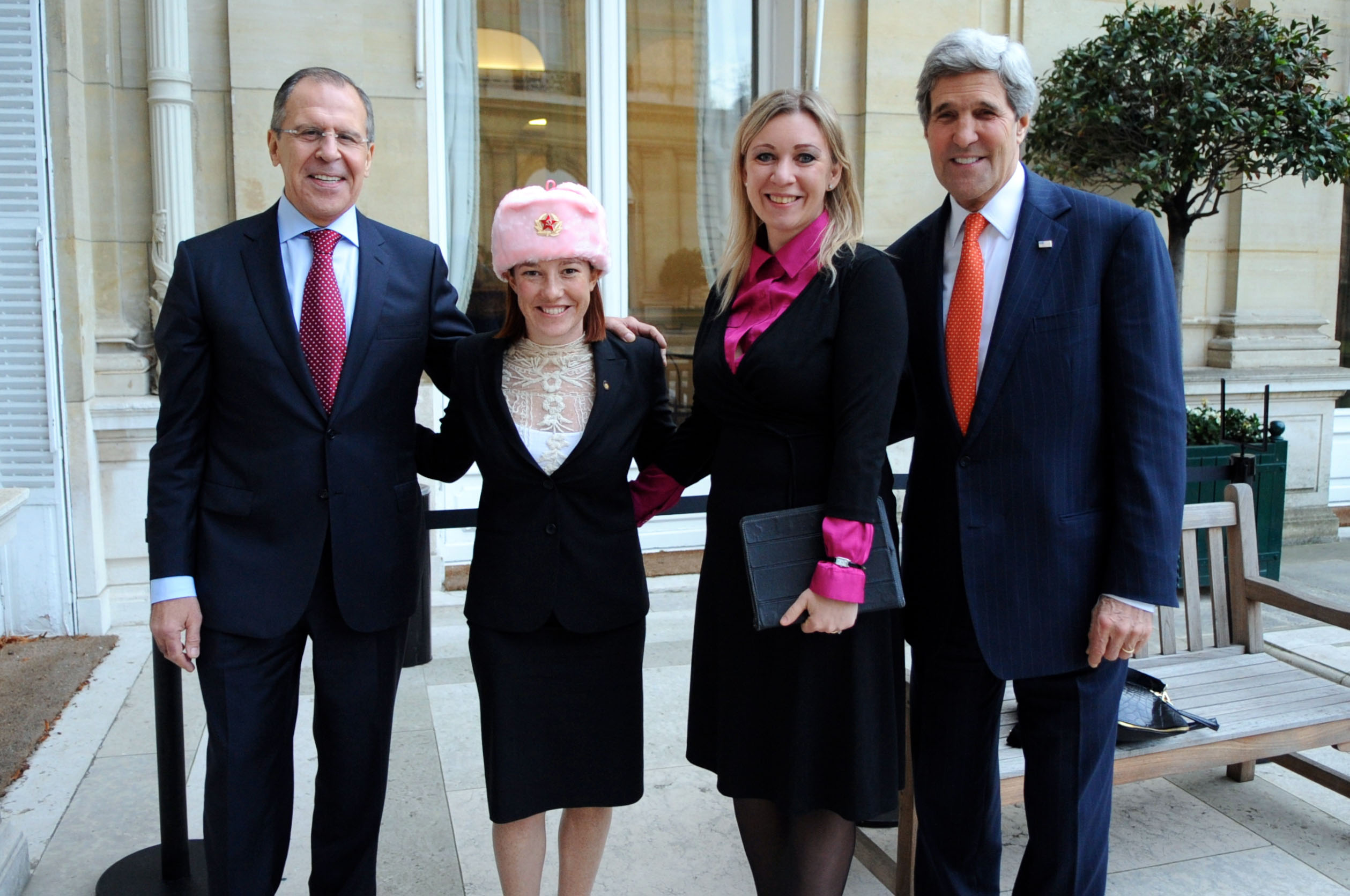
زاخارووا با سرگئی لاوروف، جان کری و جن ساکی در پاریس، ژانویه ۲۰۱۴

## زندگی شخصی
در ۷ نوامبر ۲۰۰۵ زاخارووا با آندری ماکاروف در کنسولگری روسیه در شهر نیویورک ازدواج کرد. این زوج یک دختر به نام ماریانا دارند که در اوت ۲۰۱۰ به دنیا آمد.